# Termitomyces
Termitomyces — рід грибів родини ліофілові (Lyophyllaceae). Нараховує близько 30 видів. Описаний Роже Еймом у 1942 році. Слугують об'єктом зацікавлення науковців через симбіоз з термітами.

## Поширення та середовище існування

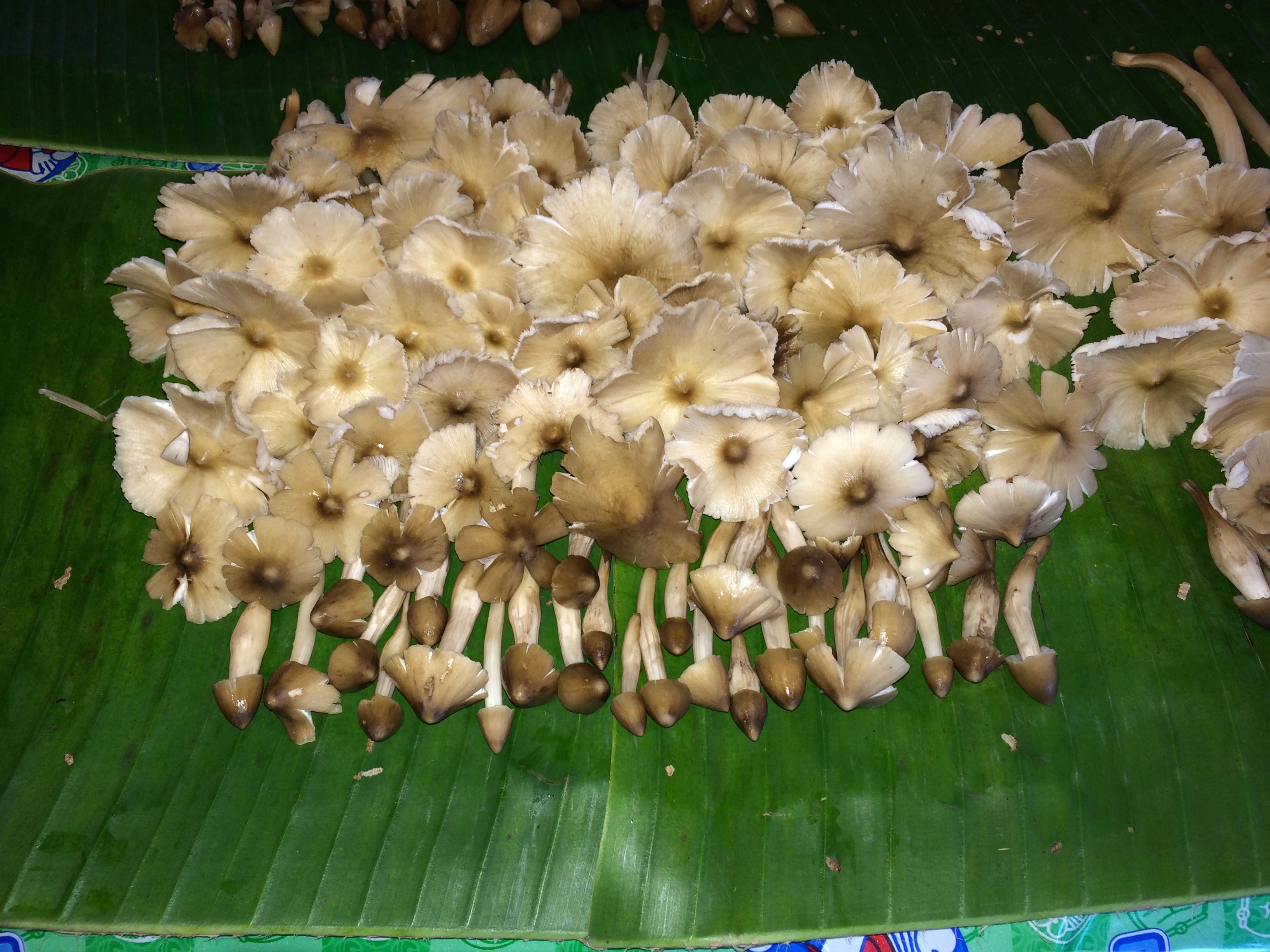
Termitomyces fuliginosus

Термітоміцезові гриби культувують терміти родини Macrotermitinae. Ростуть на субстраті з випорожнення комах. Розмноження відбувається за допомогою спор з плодових тіл, що виростають прямо з термітників.

## Практичне використання
Гриби цього роду можна споживати в їжу.

## Види
- Termitomyces aurantiacus
- Termitomyces bulborhizus
- Termitomyces clypeatus
- Termitomyces eurhizus
- Termitomyces globulus
- Termitomyces heimii
- Termitomyces le-testui
- Termitomyces mammiformis
- Termitomyces microcarpus
- Termitomyces reticulatus
- Termitomyces robustus
- Termitomyces sagittiformis
- Termitomyces schimperi
- Termitomyces striatus
- Termitomyces titanicus
- Termitomyces tylerianus
- Termitomyces umkowaan

## Цікаві факти
До роду Termitomyces належить гриб Termitomyces titanicus, що має найбільше їстівне плодове тіло на Землі. Його шапка — 1 м, висота ніжки — 22 см.